# 呆头农场
《呆头农场》是中国漫画家朱斌画的中国漫画，主人公是《爆笑校园》里的呆头，漫画讲述呆头小时候在农場中與麼麼(寵物牛)的生活。在《爆笑王国》的系列图书里。是《爆笑王国》的主打作品，背景叫白吃村。